# Starlette (satélite)
Starlette (Satellite de Taille Adaptée avec Réflecteurs Laser por les Etudes de la Terre) y Stella son dos satélites pasivos franceses, virtualmente idénticos, lanzados por el Centre National d'Etudes Spatiales (CNES) en 1975 y 1993, respectivamente.
Estos satélites son muy pequeños comparados con su masa, esto les otorga mucho más sensibilidad a la atracción gravitatoria en comparación a las fuerzas superficiales ejercidas por al atmósfera residual o la presión de la radiación. Ambos satélites (Starlette y Stella) están cubiertos por 60 retroreflectores de "esquina de cubo"